# Павелко, Мария Алексеевна
Мария Алексеевна Павелко — советский хозяйственный и государственный деятель, лауреат Государственной премии СССР за выдающиеся достижения в труде.

## Биография
Родилась в 1944 году на территории современной Тернопольской области. Член КПСС.
В 1960—1991 — доярка, оператор машинного доения колхоза имени Ленина Братского района Николаевской области Украинской ССР.
За увеличение производства высококачественной продукции животноводства, применение прогрессивных технологий и повышение производительности труда была в составе коллектива удостоена Государственной премии СССР за выдающиеся достижения в труде 1982 года.
Делегат XXVI съезда КПСС.
Жила в Братском.

## Награды
- Орден Ленина (1986)
- Орден Трудового Красного Знамени